# Plažane
Plažane es un pueblo ubicado en la municipalidad de Despotovac, en el distrito de Pomoravlje, Serbia.

## Superficie
Posee una superficie de 21,89 kilómetros cuadrados.

## Demografía
Hasta 2011 la población era de 1369 habitantes, con una densidad de población de 62,53 habitantes por kilómetro cuadrado.